# Olympische Sommerspiele 2008/Teilnehmer (Mongolei)
| Gelbes Symbol für Goldmedaillen mit stilisierten Olympischen Ringen | Graues Symbol für Silbermedaillen mit stilisierten Olympischen Ringen | Braundes Symbol für Bronzemedaillen mit stilisierten Olympischen Ringen |
| ------------------------------------------------------------------- | --------------------------------------------------------------------- | ----------------------------------------------------------------------- |
| 2                                                                   | 2                                                                     | —                                                                       |

Die Mongolei nahm bei den Olympischen Sommerspielen 2008 in Peking zum 11. Mal an Olympischen Sommerspielen teil. Insgesamt traten 29 Sportler in 7 verschiedenen Sportarten an. 

## Flaggenträger
Der Judoka Machgalyn Bajardschawchlan trug die Flagge der Mongolei während der Eröffnungsfeier.

## Medaillengewinner

### Gold
| Vatersname Eigenname     | Sportart | Kategorie                 |
| ------------------------ | -------- | ------------------------- |
| Naidangiin Tüwschinbajar | Judo     | Klasse bis 100 kg, Männer |
| Enchbatyn Badar-Uugan    | Boxen    | Klasse bis 54 kg, Männer  |

### Silber
| Vatersname Eigenname     | Sportart | Kategorie                |
| ------------------------ | -------- | ------------------------ |
| Otrjadyn Gündegmaa       | Schießen | Luftpistole, Frauen      |
| Pürewdordschiin Serdamba | Boxen    | Klasse bis 48 kg, Männer |

## Teilnehmer nach Sportarten

### Boxen
- Pürewdordschiin Serdamba
Klasse bis 48 kg (Silber )
- Enchbatyn Badar-Uugan
Klasse bis 54 kg (Gold )
- Dsorigtbaataryn Enchdsorig
Klasse bis 57 kg
- Urantschimegiin Mönch-Erdene
Klasse bis 64 kg

### Gewichtheben
- Namchaidordschiin Bajarmaa
bis 63 kg, Frauen

### Judo
Männer
- Chaschbaataryn Tsagaanbaatar
Klasse bis 60 kg
- Gantömöriin Daschdawaa
Klasse bis 73 kg
- Damdinsürengiin Njamchüü
Klasse bis 81 kg
- Naidangiin Tüwschinbajar 
Klasse bis 100 kg
- Machgalyn Bajardschawchlan
Klasse über 100 kg

Frauen
- Mönchbaataryn Bundmaa
Klasse bis 53 kg
- Chischigbatyn Erdenet-Od
Klasse bis 57 kg
- Tümen-Odyn Battögs
Klasse bis 63 kg
- Pürewdschargalyn Lchamdegd
Klasse bis 78 kg
- Dordschgotowyn Tserenchand
Klasse über 78 kg

### Leichtathletik
Männer
- Bat-Otschiryn Ser-Od
Marathon, 52. Platz, 2:24:19.

Frauen
- Batgereliin Möngöntujaa
400 m Qualifikation

### Ringen
Freistil Männer
- Bajaraagiin Naranbaatar
bis 55 kg
- Bujandschawyn Batdsorig
bis 66 kg
- Tschagnaadordschiin Gandsorig
bis 84 kg

Freistil Frauen
- Tsogtbadsaryn Enchdschargal
bis 48 kg
- Naidangiin Otgondschargal
bis 55 kg
- Badrachyn Odontschimeg
bis 63 kg

### Schießen
- Dsorigtyn Batchujag
Luftgewehr, Frauen
- Otrjadyn Gündegmaa
Luftpistole, Frauen
- Tsogbadrachyn Mönchdsul
Luftpistole, Frauen

### Schwimmen
- Boldbaataryn Bütech-Üils
100 m Brust, Männer
- Daschtserengiin Saintsetseg
50 m Freistil, Frauen